# Picabo Street
Picabo Street (n. 3 aprilie 1971, Triumph⁠(d), Idaho, SUA) este o schioară alpină ce a reprezentat Statele Unite ale Americii, medaliată olimpică. A participat la 3 ediții ale Jocurilor Olimpice (1994, 1998, 2002) în care a câștigat o medalie de aur și o medalie de argint.